# Rhynchostegiella pseudoteesdalei
Rhynchostegiella pseudoteesdalei là một loài Rêu trong họ Brachytheciaceae. Loài này được (Hampe) Broth. miêu tả khoa học đầu tiên năm 1909.